# Bastian Harper

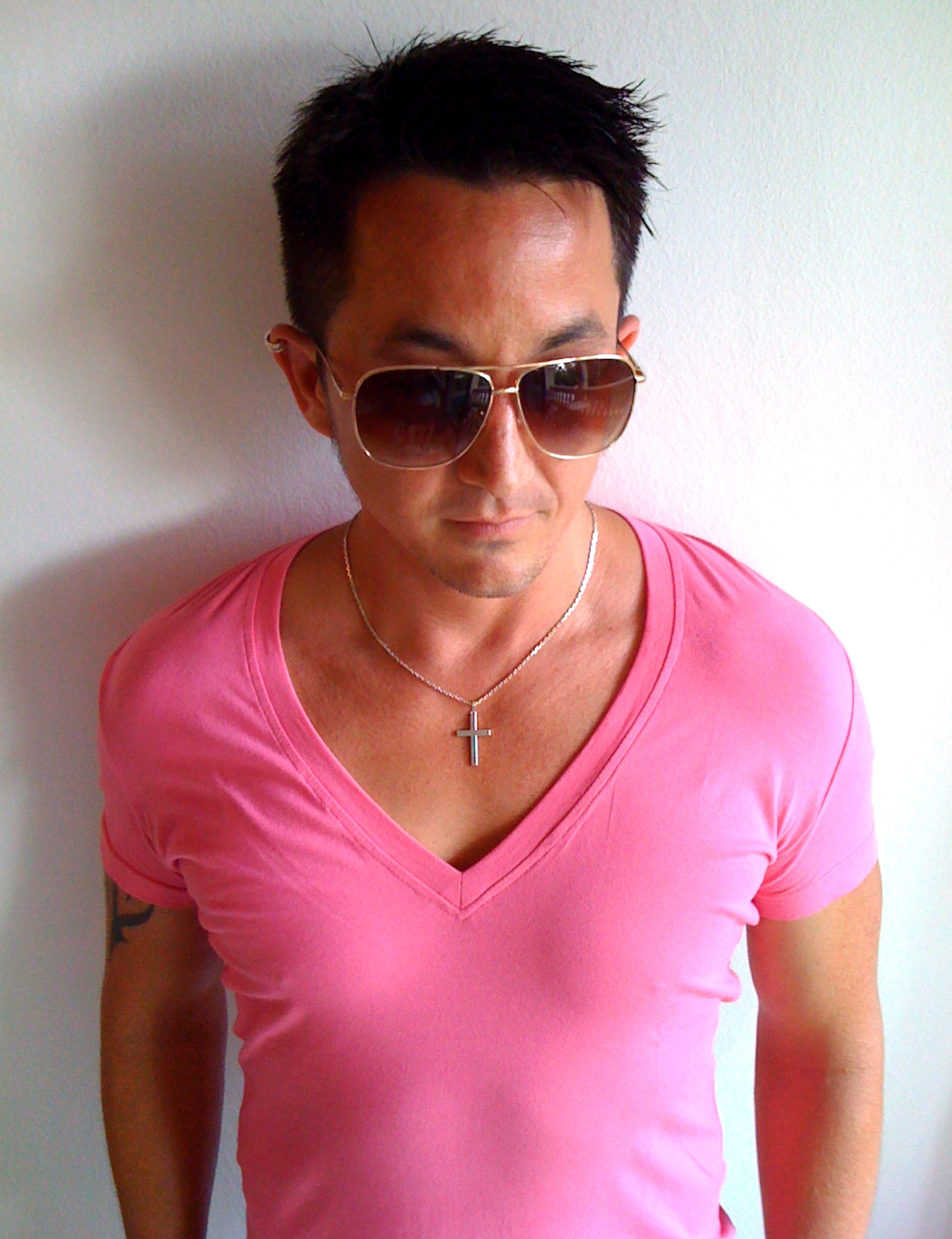
Bastian Harper 2012

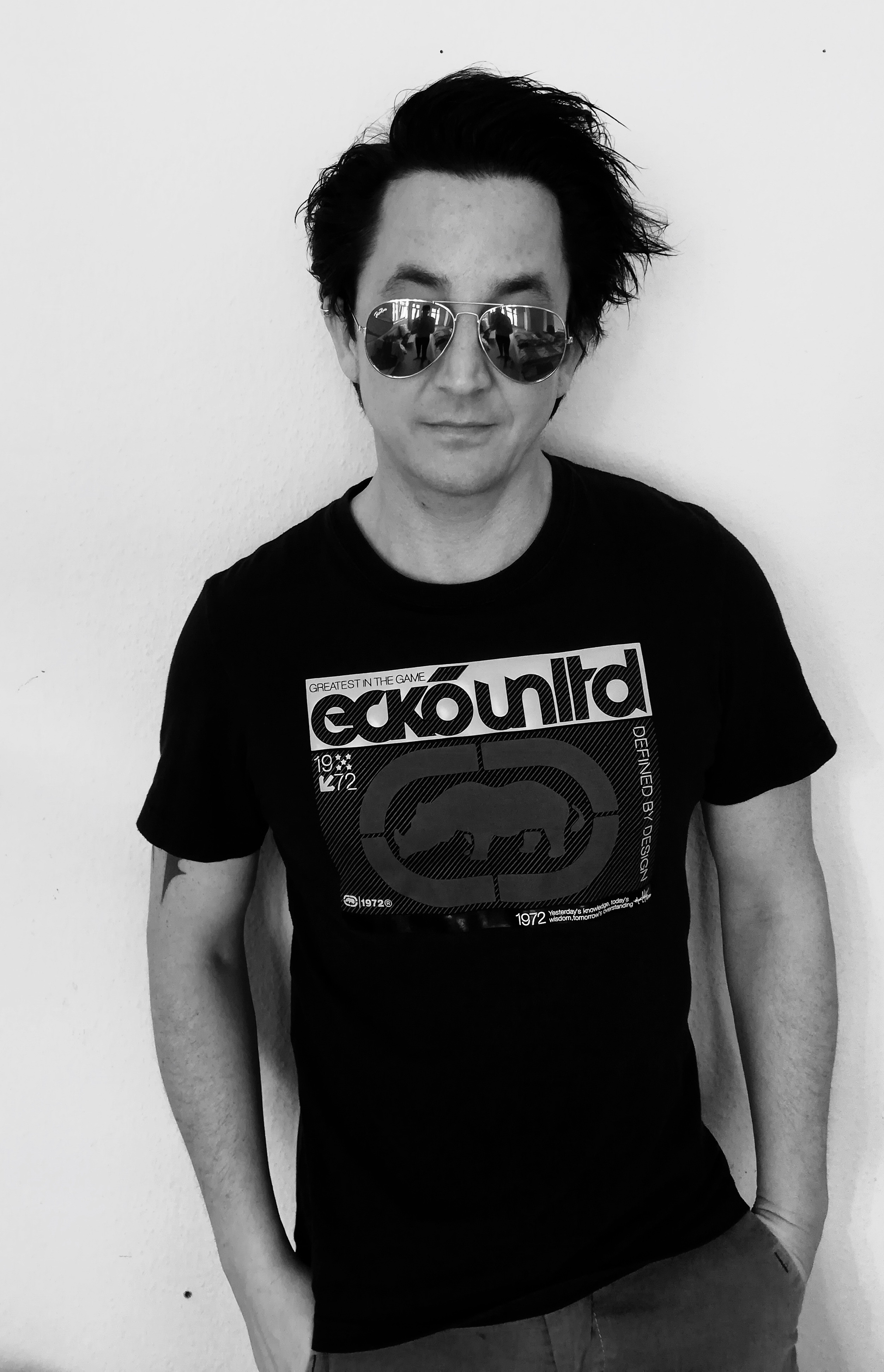
Bastian Harper 2019

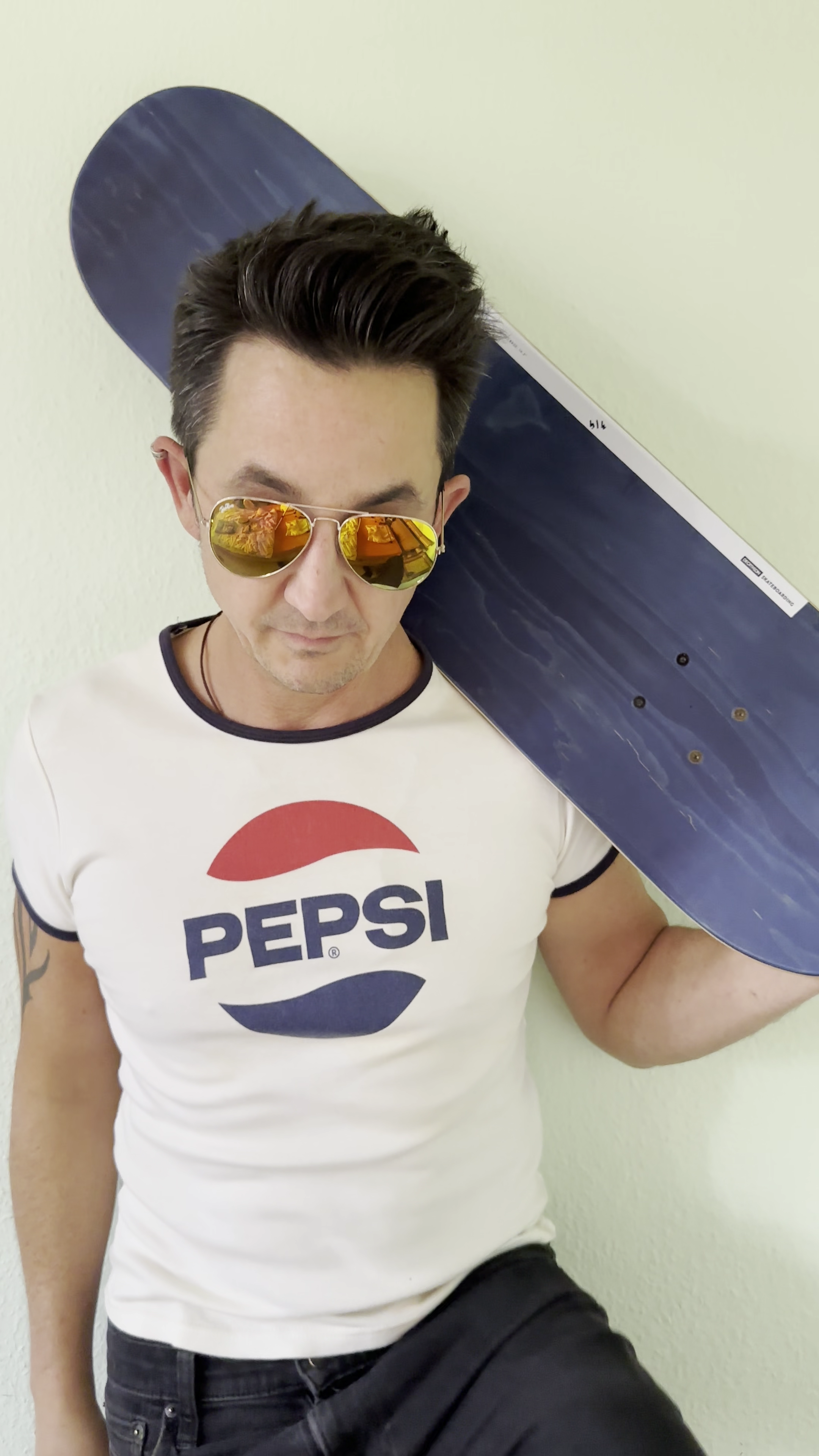
Bastian Harper 2023

Bastian Harper (* 5. Januar 1973 in Hohenmölsen, Sachsen-Anhalt, bürgerlich Sebastian Schmidt) ist ein deutscher Musiker, Songwriter und Sänger.

## Biografie
Einem größeren Publikum bekannt wurde Harper durch seinen Song Glaubst Du an uns beide, den er im Februar 2024 veröffentlichte.
Seit 2002 produziert Harper zahlreiche Songs, veröffentlicht von internationalen Plattenfirmen wie Universal Music, Sony Music, Kontor Records und Tokabeatz. Remixe lieferte er unter anderem für Künstler wie Depeche Mode, Tears for Fears, Bronski Beat, Xavier Naidoo, Tones and I, Anstandslos & Durchgeknallt und Stereoact.

## Diskografie

### Alben
- 2009 – Submission - Aural Float[2]
- 2010 – Letters from My Soul[3]

### Singles
- 2009 – Horny Night
- 2010 – Can You Feel It
- 2011 – I’m a Freak[4]
- 2012 – Lettin Go[5]
- 2012 – Hands Up![6]
- 2013 – You Drive Me Crazy![7]
- 2019 – I’m a Freak[8]
- 2020 – I Like It![9]
- 2020 – Horny Night[10]
- 2020 – Stranger in My Eyes
- 2020 – The Record is over!
- 2021 – Shout (Tears for Fears Cover)
- 2021 – Love Is a Shield (Camouflage Cover)
- 2022 – Kleine Seen (Purple Schulz Cover)
- 2022 – Behind the Wheel (Depeche Mode Cover)
- 2022 – Frei sein (Xavier Naidoo Cover)
- 2023 – Open Your Mind
- 2023 – 3 Haselnüsse (Bastian Harper Remix)
- 2024 – Glaubst Du an uns beide
- 2024 – Und wenn ein Lied (Söhne Mannheims Cover)
- 2024 – Sehnsucht (T-Low Cover)
- 2024 – Verlierer (Luna Cover)
- 2024 – Alles an Dir (John Legend Cover)
- 2024 – Ohne Dich (Jony, HammAli & Navai Cover)
- 2024 – F*ck Dich! (Gayle Cover)
- 2024 – An schlechten Tagen (Lady Gaga & Bradley Cooper Cover)
- 2024 – Du bist nicht hier (Lewis Capaldi Cover)
- 2024 – Mockingbird (Eminem Cover)
- 2024 – Mad World (Gary Jules Cover)
- 2024 – Wenn Du sie liebst! (Passenger Cover)
- 2024 – Was immer bleibt (Dean Lewis Cover)
- 2024 – Tiefes Blau (Rita Ora & Liam Payne Cover)

## Andere Projekte

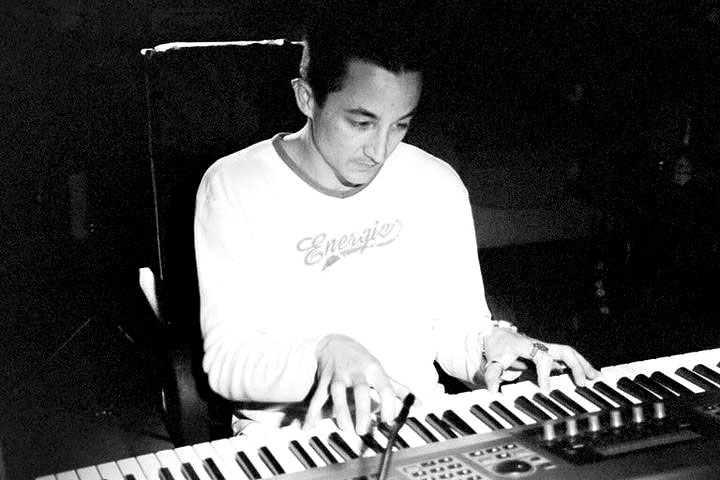
Bastian Harper im Studio, 2004

Harper schreibt und produziert als „Submission“ Lounge- und Ambient-Tracks. Das erfolgreichste Album dieses Projekts ist „Submission - Aural Float“ (2009), das auf Kontor Records veröffentlicht wurde. Songs aus diesem Album sind auf zahlreichen internationalen Compilations zu finden. Das Musikvideo zum veröffentlichten Song „Free“ lief im spanischen TV.

### Remixe
- 2009 – Groovesplitters feat. Shena – Got to Be Real (Radio Edit & Clubmix)
- 2009 – Trilogy Project feat. Angelstar – Last Night (Radio Edit & Clubmix)
- 2009 – Steve Brookstein – I Love You Inside Out (Radio Edit & Clubmix)
- 2010 – Ela Wardi – Hold on Tighter to Love (Bastian Harper Chicago Mix)
- 2010 – Ela Wardi – Hold on Tighter to Love (Bastian Harper Detroit Mix)
- 2010 – Ela Wardi – If You Could Read My Mind (Bastian Harper New York Edit)
- 2011 – SM Trax – Got the Groove (Bastian Harper Saltwater Mix)
- 2011 – Santiago Cortes – If You Wanna Dance (Bastian Harper & Daniél Pélé Clubmix)
- 2011 – Santiago Cortes feat. Abigail Bailey – Stand By (Bastian Harper & Daniél Pélé Clubmix)
- 2011 – Santiago Cortes – Headbanger (Bastian Harper & Daniél Pélé Clubmix)
- 2011 – Jaques Raupé vs. Daniél Pélé – You Gotta Get Up (Bastian Harper Beachclub Mix)
- 2012 – Jaques Raupé – Froehlich (Bastian Harper Club Mix)
- 2013 – Bastian Harper – You Drive Me Crazy (Remixes EP)
- 2023 – Stereoact – Hallöchen (Bastian Harper Remix)
- 2023 – Anstandslos & Durchgeknallt – Sternzeichen blau (Bastian Harper Remix)
- 2023 – Bronski Beat – Smalltownboy (Bastian Harper Remix)
- 2023 – Tones and I – Dance Monkey [Tanz für mich] (Voyce x Bastian Harper German Remix)
- 2024 – Apache – Glaubst Du an uns beide (Bastian Harper Cover)

## Belege
1. ↑  Bastian Harper: Apache - Glaubst Du an uns beide (Bastian Harper Cover) auf YouTube, 9. Februar 2024, abgerufen am 25. Februar 2024 (Laufzeit: 2:55 min).
2. ↑  https://open.spotify.com/album/7KWj0g9lYIYx39663kbqNY
3. ↑  https://www.amazon.de/Letters-My-Soul-Submission/dp/B002P9KSXI/ref=sr_1_1?s=dmusic&ie=UTF8&qid=1512249334&sr=1-1-mp3-albums-bar-strip-0&keywords=Submission+Letters+from+my+soul
4. ↑  https://www.amazon.de/Im-Freak-Bastian-Harper/dp/B00DMR519I/ref=sr_1_5?s=dmusic&ie=UTF8&qid=1512253341&sr=1-5-mp3-albums-bar-strip-0&keywords=Bastian+Harper
5. ↑  Archivierte Kopie (Memento des Originals vom 4. Dezember 2017 im Internet Archive)  Info: Der Archivlink wurde automatisch eingesetzt und noch nicht geprüft. Bitte prüfe Original- und Archivlink gemäß Anleitung und entferne dann diesen Hinweis.
6. ↑  Archivierte Kopie (Memento des Originals vom 4. Dezember 2017 im Internet Archive)  Info: Der Archivlink wurde automatisch eingesetzt und noch nicht geprüft. Bitte prüfe Original- und Archivlink gemäß Anleitung und entferne dann diesen Hinweis.
7. ↑  Archivierte Kopie (Memento des Originals vom 4. Dezember 2017 im Internet Archive)  Info: Der Archivlink wurde automatisch eingesetzt und noch nicht geprüft. Bitte prüfe Original- und Archivlink gemäß Anleitung und entferne dann diesen Hinweis.
8. ↑  https://www.poolposition.com/archiv/?externID=28220
9. ↑  https://www.poolposition.com/archiv/?externID=31323
10. ↑  https://www.mix1.de/music/bastian-harper/horny-night/
11. ↑  https://open.spotify.com/album/5wNfHMmRJs5r0jnjJlXfQE
12. ↑  AlashaChillsound2: submission - nightlights auf YouTube, 19. Dezember 2012, abgerufen am 25. Februar 2024 (Laufzeit: 8:25 min).
13. ↑  arteleon: The Submission - "Free" Music Video auf YouTube, 26. April 2006, abgerufen am 25. Februar 2024 (Laufzeit: 3:47 min).

| Personendaten    | Personendaten                            |
| ---------------- | ---------------------------------------- |
| NAME             | Harper, Bastian                          |
| ALTERNATIVNAMEN  | Schmidt, Sebastian (Geburtsname)         |
| KURZBESCHREIBUNG | deutscher Musiker, Songwriter und Sänger |
| GEBURTSDATUM     | 5. Januar 1973                           |
| GEBURTSORT       | Hohenmölsen, Sachsen-Anhalt              |